# 南娄底乡
南娄底乡，是中国河北省安国市下辖的一个乡镇级行政单位。

## 行政区划
南娄底乡下辖以下地区：
南娄底村、北娄底村、卓头村、东北马村、西北马村、北张各庄村、南马村、茂山卫村、高业村、西崔章村、东崔章村、固城村、固西村和八方村。